# Biton arenicola
Biton arenicola är en spindeldjursart som beskrevs av Lawrence 1966. Biton arenicola ingår i släktet Biton och familjen Daesiidae. Inga underarter finns listade.